# Antonio Vaira
Antonio Vaira (Venezia, 28 gennaio 1649 – 8 ottobre 1732) è stato un vescovo cattolico italiano.

## Biografia
Nacque il 28 gennaio 1649.
Il 2 marzo 1712 fu eletto alla sede vescovile di Parenzo.
Il 12 luglio 1717 fu trasferito alla sede vescovile di Adria.
Promosse il restauro del seminario vescovile di Rovigo, affidandone il progetto all'architetto Vincenzo Bellettato.
Morì l'8 ottobre 1732. Lasciò in dono al seminario la ricca biblioteca personale.

## Opere
- De prærogativa œcumenicæ nomenclationis, et potestatis Romani pontificis a Constantinopolitanis præsulibus usurpata historica dissertatio auctore Antonio Vaira Veneto, Patavii, ex Typographia Seminarii, apud Joannem Manfrè, MDCCIV.

## Genealogia episcopale
La genealogia episcopale è:
- Cardinale Scipione Rebiba
- Cardinale Giulio Antonio Santori
- Cardinale Girolamo Bernerio, O.P.
- Arcivescovo Galeazzo Sanvitale
- Cardinale Ludovico Ludovisi
- Cardinale Luigi Caetani
- Cardinale Ulderico Carpegna
- Cardinale Paluzzo Paluzzi Altieri degli Albertoni
- Cardinale Gaspare Carpegna
- Cardinale Fabrizio Paolucci
- Vescovo Antonio Vaira